# Fotoblanqueig
El fotoblanqueig, més conegut pel seu nom en anglès, Photobleaching és el procés químic de la destrucció fotoquímica d'un fluorocrom.

## Aplicacions en el camp de la biociència
En microscòpia, el fotoblanqueig pot complicar l'observació de les molècules fluorescents, ja que poden arribar a ser destruïdes per l'exposició de llum a la que s'han de sotmetre per tal que produeixin fluorescència. Això és especialment problemàtic en la microscòpia que pren imatges en intervals de temps.
No obstant això, el fotoblanqueig també es pot utilitzar abans d'aplicar molècules fluorescents (normalment lligades a anticossos) per a eliminar l'autofluorescència. Això pot contribuir a millorar la relació senyal/soroll.
També es pot emprar el fotoblanqueig per a estudiar el moviment i/o la difusió de molècules, per exemple mitjançant les tècniques conegudes com FRAP o FLIP.
La pèrdua d'activitat produïda pel fotoblanqueo es pot controlar reduint la intensitat o la durada de l'exposició a la llum, incrementant la concentració de fluoròfors, o emprant fluoròfors més robustos que són menys susceptibles al blanqueig, per exemple, Alexa Fluor o Dylight Fluor. Grosso modo, podria dir-se que una molècula determinada serà destruïda després d'una exposició constant (depenent del producte: I·Et·N, sent I=intensitat d'emissió, Et= temps d'emissió i N= nombre de cicles) pel fet que, en un ambient constant, cada cicle d'absorció-emissió té una probabilitat idèntica de produir el fotoblanqueig.

## Aplicacions en el camp de la fotografia
El fenomen químic del fotoblanqueig fonamenta el blanquejat fotogràfic, procés que és el punt d'inici de moltes tècniques experimentals d'impressió fotogràfica analògica.
El resultat d'un blanquejat fotogràfic - que pot realitzar-se a la fotografia sencera mitjançant la immersió de la fotografia en la solució blanquejant, o bé selectivament en àrees més petites mitjançant un pinzell o un cotó -, serà l'eliminació de tota brillantor metàl·lica, augmentant significativament el grà i el contrast de la fotografia.
El desenvolupament de la tècnica artesanal de blanquejat fotogràfic es du a terme a partir del Reductor de Farmer: una solució a base de ferricianur de potassi i tiosulfat de sodi inventada per el científic Howard Farmer el 1883.

## Temps de vida
Depenent del material, els components de les tincions per microscòpia poden produir un nombre diferent de fotons i, per tant, tenir diferents temps de vida. Per exemple, amb una taxa de 105 fotons/s):
- Proteïna verda fluorescent: 104-105; 0.1-1 s
- Colorant orgànic típic: 105-106; 1-10 s
- CdSe/ZnS Quàntum dot: 108; > 1000 minuts

El terme "temps de vida" no s'ha de confondre amb aquest mateix paràmetre quan es mesura mitjançant FLIM (fluorescence lifetime imaging).